# 土田早苗
土田 早苗（つちだ さなえ、1949年〈昭和24年〉7月26日 - ）は、日本の女優。本名同じ。大阪府豊中市出身。アネモイエンタテインメント所属（メンバー）。業務提携：リゾコーポレーション。

## 来歴・人物
梅花高等学校卒業。
1958年小学校3年生の時に児童劇団“ともだち劇場”に入り、1959年『がしんたれ』（菊田一夫 自叙伝・作演出、芸術座）で主人公の初恋の人美也子役に抜擢され6か月ロングランの初舞台（1960年）を踏む。
高校在学中の1965年、夏木陽介主演の『青春とはなんだ』にレギュラー女生徒・樋口育子として出演し、人気を得る。同作の映画化作品『これが青春だ!』にて映画初出演をはたした。
テレビドラマでは1967年の『風』（TBS）へのレギュラー出演（第14回京都市民映画祭テレビ部門女優賞を受賞）で、この作品を皮切りに、『銭形平次』『大岡越前』『水滸伝』など時代劇作品を中心に活躍。『大江戸捜査網』では稲妻お竜役を約5年間に渡って演じた。

## 出演

### 映画
- これが青春だ!（1966年、東宝） - 田代早苗
- 日本女侠伝 侠客芸者（1969年、東映） - 弥生
- 新網走番外地 流人岬の血斗（1969年、東映） - 山口美奈
- 関東テキヤ一家（1969年、東映） - 川原志津
- 五人の賞金稼ぎ（1969年、東映京都） - みゆき
- 関東テキヤ一家 天王寺の決斗（1970年、東映京都） - 夏子
- ゾロ目の三兄弟（1972年、東映） - 水野万紀
- 緋ぢりめん博徒（1972年、東映） - 江戸川お秀
- トラック野郎・望郷一番星（1976年、東映） - 浜村涼子
- 隠密同心 大江戸捜査網（1979年、東宝） - 玉竜
- パンツの穴（1984年、ジョイパックフィルム） - 大石孝子
- 救いたい（2014年、「救いたい」製作委員会） - 小柳倫子

### テレビドラマ
- 紫頭巾（1961年、KTV / 宝塚映画製作所）
- 真田三銃士（1962年 - 1963年、KTV / 宝塚映画製作所）
- 月姫峠（1963年、NTV / 日本電波映画）
- トップ屋捕物帳（1963年 - 1964年、KTV / 宝塚映画製作所）
- まぼろし城（1964年、KTV / 宝塚映画製作所）
- 戦国の剣豪（1964年、NTV / 日本電波映画社） - 上泉信綱の義理の娘・道
- 天兵童子（1964年 - 1965年、KTV / 宝塚映画製作所） - 千尋
- 若いいのち（1965年、YTV / 宝塚映画製作所）
- 新選組血風録 第12話「紅花緒」（1965年、NET / 東映） - お加代
- 青春とはなんだ（1965年 - 1966年、NTV / 東宝） - 樋口育子
- われら九人の戦鬼（1966年、NET / 東映） - 美夜奈
- 虞美人草（1966年 - 1967年、MBS / 宝塚映画製作所 / 東宝）
- 愛の装飾（1967年、ABC、宝塚映画製作所 / 東宝）
- 銭形平次（CX / 東映）
  - 第57話「盗賊の娘」（1967年） - おのぶ
  - 第158話「獅子の舞」～第262話「黄金の罠」（1969年 - 1971年） - お弓
  - 第343話「十手有情」（1972年） - 志乃
  - 第352話「谷中河童横丁」（1973年） - お市
- 俺は用心棒 第1シリーズ 第20話「日照り雨」（1967年、NET / 東映） - ふさ
- 風（1967年 - 1968年、TBS / 松竹） - くノ一・かがり ※同年の京都市民映画祭テレビ部門女優賞受賞
- ばってら（1968年、MBS） - 志津子
- 黒い編笠（1968年、ABC / 松竹） - 大久保みどり
- 五人の野武士 第16話「野望に賭ける」（1969年、NTV / 三船プロ） - 紫乃
- 水曜劇場 / きんきらきん（1969年、TBS）
- 仇討ち 第18話「その影を斬れ」（1969年、TBS / 東京映画） - おせい
- おやじは大学一年生（1969年、MBS）
- 土曜劇場（CX）
  - ハトに豆鉄砲（1969年）
  - 嫁だいこん（1976年） - 十文字のり子
- あゝ忠臣蔵 第11-13話、第18-20話、第29話、第30話（1969年、KTV / 東映） - おぬい
- 赤ん坊夫人（1969年、KTV）
- 金太郎の孫（1970年、ABC）
- 銀河ドラマ（NHK）
  - 父と私の季節（1970年）
  - 風来先生（1970年）
- 大岡越前（TBS / C.A.L）
  - 第1部 - 第4部（1970 - 1975年） - 千春
  - 第2部 第18話「すっとび辰の失恋」（1971年9月13日） - お梶 ※千春との二役
  - 第4部 第18話「似顔絵の女」（1975年2月3日） - おとき ※千春との二役
  - 第14部 第3話「将軍様は金魚迷惑」（1996年7月1日） - お金
- 大坂城の女 第26話「関ヶ原合戦秘話」（1970年、KTV / 東映） - 卯女
- おんなの劇場 / 女系家族（1970年、CX） - 矢島雛子
- 水戸黄門（TBS / C.A.L）
  - 第2部
    - 第7話「人情鬼剣舞 -花巻-」（1970年11月9日） - お美津
    - 第23話「謀略の渦 -福井-」（1971年3月1日） - 織江

  - 第10部 第11話「黄門様は呼びこみ日本一!! -四日市-」（1979年10月22日） - 玉木小菊
  - 第22部 第6話「嘘で悟った女房の真心 -浜松-」（1993年6月21日） - お澄
  - 第29部 第17話「酒と涙と隠居と女将 -高遠-」（2001年7月23日） - おふじ
  - 第33部 第3話「亭主オロオロ女の決闘 -有松-」（2004年4月26日） - お政
- 柳生十兵衛 第10話「黒竜の秘密」 （1970年、CX / 東映） - 綾 ※山口崇版
- 旗本退屈男 第13話・第14話（1970年、CX / 東宝） - お松 ※高橋英樹版
- 大河ドラマ / 春の坂道（1971年、NHK） - 柳生兵庫介利厳の妻・お珠（島左近の娘）
- 人形佐七捕物帳 第5話「折れた扇子」（1971年、NET / 東宝） - お里 ※林与一版
- 鬼平犯科帳（八代目松本幸四郎版）
  - 第2シリーズ 第3話「兇賊」（1971年、 NET /  東宝） - おしん
  - 第2シリーズ 第15話「下段の剣」（1972年、 NET /  東宝） - おしん
- 大江戸捜査網（日活，三船プロ/12ch）
  - 第38話「人情親子草紙」（第1シリーズ/1971年）- 八重
  - 第206話「流転の女」（第3シリーズ/1975年） - 歌吉
  - 第263話「ふたり隠密、華麗に参上!」～第408話「稲妻お竜の旅立ち」（第3シリーズ/1976年 - 1981年） - 隠密同心・稲妻お竜 / 玉竜
- 清水次郎長 第16話「女 涙は恋の追分」（1971年、CX / 東映） - お静 ※竹脇無我版
- レッツ・ゴー ミュンヘン!（12ch / 東宝） - 日南平和養護院の保母・牧野麻子
  - 第6話「死んでも負けるな」（1971年）
  - 第7話「幽霊がやってきた」（1971年）
- 天皇の世紀 第7話「黒い風」（1971年、ABC / 国際放映） - みね
- 一心太助 第9話「怪盗の恋」（1971年、CX / 国際放映） - おりょう　※杉良太郎版
- おらんだ左近事件帖 第16話「五年目の恋」（1972年、CX / 東宝） - 志乃
- 弥次喜多隠密道中（1972年、NTV / 歌舞伎座テレビ室） - 隠密・おるい ※第18話よりレギュラー
- 紫頭巾 第5話「仇討ち恋歌」（1972年、12ch / 松竹） - おそで
- 怪談 第7話「地獄へつづく甲州路」（1972年、MBS / 歌舞伎座テレビ室） - おせん
- 荒野の素浪人 第1シリーズ 第43話「銃撃 落日の決闘」（1972年、NET / 三船プロ） - ゆり
- 二人の素浪人 第9話「双つぼくろの女を斬れ!」（1972年、CX / 東映） - 小雪（鶴姫）
- 隼人が来る 第12話「人斬り子守唄」（1972年、CX / 東映） - 温泉宿「菊屋」の娘・つる
- 太陽にほえろ! 第25話「手錠が朝日に光った」（1973年、NTV / 東宝） - 中島栄子
- ご存知時代劇 / 第5話「灰神楽の三太郎」（1973年、NTV）
- 旅人異三郎 第14話「八木節に娘心が踊った」（1973年、12ch / 三船プロ） - おはる
- 阪急ドラマシリーズ / 結婚シリーズ6「花すぐき」（1973年、KTV）
- おさななじみ（1973年、TBS / テレパック）
- 水滸伝（1973年 - 1974年、NTV / 国際放映） - 扈三娘
- 旗本退屈男 第14話「人情初雪小路」（1974年、NET / 東映東京） - お七　※市川右太衛門版
- 火曜劇場（NTV）
  - 春のもつれ（1974年）
  - 甦える日日（1979年 - 1980年）
- 幡随院長兵衛お待ちなせえ 第1-3、8、9、13、14、21話（1974年、MBS / 東宝） - 小枝
- われら青春! 第13話「ひとりだけでは生きられない」（1974年、NTV / 東宝）
- 東芝日曜劇場（TBS）
  - 第918回「さらば夏の光よ」（1974年）
  - 第933回「秋は浪花のため息」（1974年）
  - 第1702回「手枕さげて」（1989年）
- 右門捕物帖（1974年 - 1975年、NET / 東映東京） - おけい ※第27話よりレギュラー
- 座頭市物語 第1話「のるかそるかの正念場」（1974年、CX / 勝プロ） - お新
- 鞍馬天狗 第10話「鬼女の面」（1974年、NTV / 東宝） - 勤皇派の公家の妹・小野白妙 ※竹脇無我版
- 丹下左膳 こけ猿の壷篇 第4話（1974年、YTV / C.A.L）
- ふりむくな鶴吉 第11話「風ぐるま」（1974年、NHK）
- 十手無用 九丁堀事件帖 第25話「鬼を殺して!」（1975年、NTV / 東映） - おなみ
- 二人の事件簿シリーズ（ABC / 大映テレビ） - 藤山美矢子 
  - TOKYO DETECTIVE 二人の事件簿（1975年）
  - 新・二人の事件簿 暁に駆ける!（1976年 - 1977年）
- 鬼平犯科帳 第2話「雨隠れの鶴吉」（1975年、NET / 東宝） - 鶴吉の女房・おたみ ※丹波哲郎版
- 同心部屋御用帳 江戸の旋風（CX / 東宝）
  - 第8話「入れ札女郎」（1975年） - お照
  - 第35話「勘弁ならねえ!」（1975年）
- 長崎犯科帳 第15話「花嫁替玉大作戦」（1975年、NTV / ユニオン映画） - 妙
- マチャアキの森の石松 （1975年、NET / 国際放映） - 清水次郎長の妻・お蝶
- 遠山の金さん（NET / 東映） ※杉良太郎版
  - 第1シリーズ 第18話「島帰りを探れ!!」（1976年） - お里
  - 第1シリーズ 第27話「花の廓の闇に咲け!!」（1976年） - 若狭太夫
- 江戸を斬るII 第20話「娘目明し」（1976年、TBS / C.A.L） - 目明し・お侠
- 愛のサスペンス劇場 / ゼロの焦点（1976年、NTV / C.A.L） - 鵜原禎子
- あかんたれ（1976年 - 1977年、THK / 東宝） - お糸（成田屋のご寮さんの長女）
- 続・あかんたれ（1978年、THK / 東宝） - 糸子（上記と同一人物だが、クレジット上変更）
- 江戸の鷹 御用部屋犯科帖 第8話「廃虚の街に鷹が飛ぶ」（1978年、ANB / 三船プロ）
- 連続テレビ小説 / 鮎のうた（1979年、NHK） - 八田久美子
- 女商一代 やらいでか!（1981年、THK / 東宝） - ふみ香
- 影の軍団II 第10話「幽霊が残した赤い椿」（1981年、KTV / 東映） - 君香 / お糸
- 松平右近事件帳（NTV / ユニオン映画）
  - 第3話「恨みのかんざし」（1982年） - 福竜
  - 第47話「囮にされた放蕩息子」（1983年） - 木内香代
- 長七郎天下ご免! 第104話「伊勢路恋しや母子（ははこ）唄」（1982年、テレビ朝日） -おしま
- 源九郎旅日記 葵の暴れん坊 第8話「いのち白浪 恋の舞」（1982年、ANB / 東映） - 役者・瀬川八重次太夫
- 同心暁蘭之介 第42話「忍びの女」（1982年、CX / 杉友プロダクション）
- Gメン'82 第7話「指の無いサンタクロース」（1982年、TBS / 近藤照男プロダクション） - 木下邦子
- ライオン奥様劇場 / ママは新入社員（1982年、CX / 宝塚映画） - 河村裕子(主演)
- 花咲け花子2（1983年、NTV）
- 新春ドラマスペシャル / 序の舞（1984年、ANB）
- 新・なにわの源蔵事件帳 第11話「恋の鞘当て異聞」（1984年、NHK）
- NHKファミリードラマ / 夢家族（1985～1986年、NHK）
- 銀河テレビ小説 / 男が家を出るとき（1985年、NHK）
- 月曜ドラマランド / 時をかける少女（1985年、CX アズバーズ）
- 別れの時 第13部「神様がくれた天使」（1985年、MBS）
- 徳川風雲録 御三家の野望（1986年、TX / 東映）- お甲
- 家庭内離婚（1986年、CBC）
- 朝の連続ドラマ / おさと（1987年、YTV / I.T.P）
- 暴れん坊将軍（ANB / 東映）
  - 暴れん坊将軍III
    - 第14話「春の宴に舞う女」（1988年） - お蘭
    - 第80話「おしゃれ殿様」（1989年） - 心月院

  - 暴れん坊将軍VI 第14話「遠い昔の花嫁衣裳」（1995年） - 杉原縫
- 妻たちの鹿鳴館（1988年、TBS） - 芸者・お香
- 長七郎江戸日記（NTV / ユニオン映画）
  - 第2シリーズ SP5「長七郎、大奥まかり通る」（1989年） - 淡路
  - 第3シリーズ 第14話「雪に舞うわらべ唄」（1991年） - おもん
- 新春時代劇スペシャル / 柳生十兵衛（1990年、TBS / 木下プロダクション） - 旅籠の女将　※時任三郎版
- 妻そして女シリーズ / 家政婦日記（1990年、MBS）
- おやじのヒゲ（8）女湯を覗いたのは誰?（1990年、TBS / オフィス・ヘンミ）
- 銭形平次 第1シリーズ 第17話「二度消えた千両箱」（1991年、CX / 東映） - おかね ※北大路欣也版
- 土曜ワイド劇場（ANB）
  - 山村美紗サスペンス 京都恋供養殺人事件（1991年）
  - 雨の中の殺人者（1992年）
  - 混浴露天風呂連続殺人（11）豪華別荘のアリバイ崩し（1992年） - 大野木綾
- 徳川無頼帳 第21話「羅生門河岸・母と子の哀歌」（1992年、TX / ジャパンアクションクラブ）
- 火曜サスペンス劇場 / 朝比奈周平ミステリー（4）木曽路殺人事件（1992年、NTV）
- 鬼平犯科帳 第5シリーズ 第8話「犬神の権三郎」（1994年、CX / 松竹） - おしげ　※中村吉右衛門版
- 月曜ドラマスペシャル / 一色京太郎事件ノート（3）京都鞍馬貴船川殺人事件（1996年、TBS） - 滝江
- 番茶も出花 新春特別編（1998年、TBS）
- はぐれ刑事純情派（11）SP 第2話「写真のない女! 消えた300万円・・・住民票の謎!?」（1998年、ANB / 東映） - ホテルの女将
- 新・部長刑事 アーバンポリス24（1998年、ABC）
- 髪結い伊三次 第3話「裏切り」（1999年、CX / 松竹） - おすみ
- 一絃の琴 第6、7、8話（2000年、NHK） - 望月清
- 月曜ドラマシリーズ / 生存（2002年、NHK） - 武田直美
- 女と愛とミステリー 温泉仲居探偵の事件簿（2）宵待ち草殺人事件（2003年、BSジャパン・TX） - 神田寿子
- はんなり菊太郎2 京・公事宿事件帳 第5話「ねえちゃん」（2004年、NHK） - 八重
- オトコの子育て（2007年、EX / ABC・MMJ） - 大久保光代
- Xmasミステリー特別企画 ホテル警備隊 田辺素直（2016年、TX） - 源田八重子
- 月曜名作劇場 「魔性の群像5」（2019年1月28日） ‐ 三宅静江 役

### ラジオドラマ
- 警報・大阪地方風雨強カルヘシ―昭和9年室戸台風の記録　NHKラジオ第一（1982年9月1日） - 吉岡藤子

### 舞台
- がしんたれ (1960年10月、芸術座） - 美也子 役 ※デビュー作品
- ザ・ピーナッツ主演「うちら祇園の舞妓はん」（1963年、梅田コマ劇場） - 舞妓・さな代 役
- 三代目時蔵十三回忌追善 中村錦之助主演「反逆児」（1971年、歌舞伎座） - 津田信益の娘・小笹 役
- 天知茂主演「大岡越前」（1973年、名古屋御園座）
- あかんたれ（1978年、三越劇場） - 成田糸子 役
- 沖雅也特別公演「恋剣法・若さま春秋」（1982年、大阪新歌舞伎座） - お紋 役
- 高橋英樹 寿初春公演「武蔵坊弁慶・遠山の金さん」（1983年、明治座）
- 山城新伍公演「京都木屋町開花亭」（1984年、明治座）
- 森繁久彌主演「遥かなり山河 白虎隊異聞」（1987年、帝国劇場・中日劇場） - 神保修理の妻・井上雪子 役
- 池内淳子主演「花のこころ」（1987年、帝国劇場）
- 八千草薫主演「花月亭の女たち」（1987年、日生劇場）
- 森繁久彌主演「孤愁の岸」（1988年、名古屋御園座） - お秋 役
- 東宝現代劇特別公演 大空眞弓主演「夢千代日記」（1988年、名鉄ホール） - 小夢 役
- 山城新伍「ショウと喜劇の年忘れ公演・泣き笑いキネマの夢 チャンバラ物語」（1988年、新宿コマ劇場）
- おんなは一生懸命（1989年、芸術座）
- 西郷輝彦公演「旗本がらす 花の絆」（1989年、新歌舞伎座）
- 五木ひろし特別公演「さぶ」（1989年、名古屋御園座） - おかめ 役
- お市と三姉妹（1990年、名古屋御園座）
- 西郷輝彦・林与一主演「栄華物語」（1990年、帝国劇場） - 深川芸者おはま 役
- 細川たかし特別公演「遠山金四郎 佐渡の流れ星」（1991年、新宿コマ劇場）
- 草笛光子・新珠三千代主演「女弟子」（1991年、名鉄ホール）
- 森繁久彌主演「明治太平記」（1992年、帝国劇場）
- 北大路欣也主演「蒼き狼」（1992年、梅田コマ劇場）
- 細川たかし主演「森の石松」（1992年、大阪新歌舞伎座） - 清水次郎長の妻・お蝶 役
- 山本富士子主演「鶴来屋おゆう」（1993年、明治座）
- 森繁久彌主演「孤愁の岸」（1993年、帝国劇場） - お秋 役
- 坂上二郎・園佳也子主演「もと夫婦」（1993年、名鉄ホール）
- お初天神（1994年、京都南座）
- 高橋英樹主演「ぶらり信兵衛 紫陽花の唄」（1994年、明治座） - お君 役
- 古谷一行主演「犬神家の一族」（1994年、名鉄ホール） - 犬神梅子 役
- 山本富士子主演「舞化粧」（1994年、東京宝塚劇場）
- 大地真央主演「恋らんまん 千姫と秀頼」（1994年、新橋演舞場）
- 舟木一夫公演（新歌舞伎座）
- 山田五十鈴主演「日本美女絵巻 愛染め高尾」（1995年、帝国劇場）
- 東宝名鉄提携四月特別公演 中村玉緒・藤岡琢也主演「喜劇どさくさまぎれ」（1995年、名鉄ホール）
- 藤山直美主演「夫婦善哉」（1995年 - 1996年、大阪中座・新橋演舞場）
- 五木寛之 戯曲「蓮如 われ深き渕より」（1995年、歌舞練場・中日劇場・大阪中座） - 蓮如の妻・蓮祐 役
- おさんまさま（1995年、劇場飛天）
- 八千草薫主演「花影の花 大石内蔵助の妻」（1995年、東京宝塚劇場）
- 女系家族（1996年、新橋演舞場） - 矢島藤代 役
- 舟木一夫公演「坊ちゃん奉行」（1997年、中日劇場・新歌舞伎座）
- 中条きよし特別公演「任侠二代目はん」（1997年、新歌舞伎座）
- 藤田まこと主演「大阪慕情 のれん一代」（1997年、明治座）
- 岩田屋九州公演「女優・貞奴」（1997年）
- 八千草薫主演「花影の花 大石内蔵助の妻」（1997年、帝国劇場） - ゆう 役
- 松平健特別公演「吉宗評判記 暴れん坊将軍 -吉宗の恋-」（1998年、明治座）
- 三田佳子主演「みだれ髪」（1999年、新橋演舞場） - 平塚らいてう 役
- 藤山直美主演「花あかり」（1999年、新橋演舞場）
- 吉幾三特別公演「喜劇・兄弟」（1999年、新宿コマ劇場）
- 愛のチャリティ劇場「友情」（2000年、シアターVアカサカ）※友情出演
- 吉幾三奮闘公演 人情喜劇「お寺と病院」（2000年、新宿コマ劇場）
- 五木ひろし公演「大江戸夢絵巻」（2000年、梅田コマ劇場）
- 山本譲二公演「旅姿三人男 三人石松」（2000年、大阪新歌舞伎座）
- 藤山直美公演 十一月錦秋特別公演「道頓堀ものがたり」（2000年、大阪松竹座）
- 藤山直美公演「喜劇 道頓堀ものがたり」（2000年、新橋演舞場）
- 天童よしみ公演「浪速の捕物帳」（2001年、新歌舞伎座）
- 八代亜紀・千昌夫主演「じゃぱにーずどりーむ・あした天気になーれ」（2001年、新宿コマ劇場） - 作詞家・悠木圭子 役
- 近藤正臣・片岡京子主演「智恵子飛ぶ 高村光太郎と智恵子」（2001年、京都南座）
- 川中美幸公演「晴姿 花の女棟梁」（2002年、新歌舞伎座）
- 八代亜紀公演「あした天気になーれ」（2002年、梅田コマ劇場）
- 藤山直美・中村勘九郎主演「夢噺 桂春団治」（2002年、松竹座・新橋演舞場）
- 藤山寛美13回忌追善公演「南地大和屋へらへら踊り」（2002年、京都南座）
- 藤山寛美13回忌追善公演「喜劇 道頓堀ものがたり」（2002年 - 2003年、御園座・博多座）
- 藤山直美公演「花あかり」（2003年 - 2004年、京都南座・博多座）
- 舟木一夫公演「秘剣揚羽蝶 源氏九郎颯爽記」（2004年、京都南座）
- 藤山直美・沢田研二主演「夫婦善哉」（2005年、新橋演舞場・大阪松竹座）
- 中村美津子公演（2005年、新歌舞伎座）
- 川中美幸公演「滝の白糸」（2005年、名古屋御園座）
- 橋幸夫芸能生活45周年記念スペシャル公演「夢の架け橋」（2005年、中日劇場）
- 宮川大助・花子公演「吉本人情喜劇・花より大好き 夢絵巻」（2006年、名鉄ホール）
- 桂ざこばのざっこばらん－弟子と家族と仲間たち－（2006年、大阪松竹座）
- 川中美幸30周年公演「赤穂の寒桜～大石りくの半生～」（2007年、名古屋御園座）
- 藤山直美・沢田研二主演「桂春団治」（2007年、東京新橋演舞場・博多座・大阪松竹座） - 桂春団治の女房・おたま 役
- 川中美幸特別公演「富貴楼お倉～ジャスミンの花咲く頃～」（2008年、明治座）
- 沢田研二主演「音楽劇・ぼんち」（2008年、紀伊國屋サザンシアター・新神戸オリエンタル劇場・中日劇場）
- 中村美律子公演「出ばやし一代」（2008年、新宿コマ劇場）
- 川中美幸特別公演「緋牡丹お竜」（2008年、新歌舞伎座）
- 藤山直美・沢田研二主演「桂春団治」（2009年、京都南座・名古屋御園座）
- 川中美幸特別公演「天空の夢 長崎お慶物語」（2011年 - 2012年、明治座・大阪新歌舞伎座）
- 藤山直美公演「夢物語 華の道頓堀」（2011年、大阪松竹座）
- 松平健・川中美幸特別記念公演「暴れん坊将軍 初夢 江戸の恵方松 / 赤穂の寒桜 大石りくの半生」（2013年 - 2014年、名古屋御園座・明治座・大阪新歌舞伎座）
- 劇団若獅子公演「おたふく物語」主人公おしず役　（2015年5月）
- 小林旭公演  「無法松の一生」　浅丘ルリ子の妹役　（2015年6月全国ツアー）
- コロッケ特別公演「人情喜劇　十年目の約束」（2015年、中日劇場開場50周年記念）
- 沢田研二50周年記念特別公演 2017 「音楽劇 大悪名」（2017年）

ほか多数

### バラエティー・教養番組
- 時代劇最新情報番組「瓦版」第376回・第377回（2011年、時代劇専門チャンネル） ※インタビュー出演
- 朝だ!生です旅サラダ（2015年、朝日放送）
- 徹子の部屋（2015年、テレビ朝日系）
- 時代劇ニュース オニワバン!（2016年、時代劇専門チャンネル）※インタビュー出演
- ちちんぷいぷい（2017年、MBS）※ゲスト出演
- クイズ!脳ベルSHOW（2017年、BSフジ）

ほか多数

### テレビCM
- ライオン油脂（現・ライオン）「ピンキー」（1972年 - ） - 洗剤のCM。
- 勧業角丸証券
- オーパイ「オーパイ」
- センコー
- 日本ハム
- 大塚製薬「オロナイン」
- フルベール化粧品
- 両関酒造
- 神鋼不動産（神戸製鋼グループ）「G'clef」（2013年 - ）[1]
- 協和発酵バイオ「オルニチン」（2018年 - ）

## 音楽作品
- シングルレコード
  - はまゆうの砂丘（おか） / 純愛列車（作詞：高月ことば、作曲：上原賢六、編曲：山倉たかし、1971年、テイチクレコード）